# Thuyền rồng tại Đại hội Thể thao châu Á 2022 – 1000m Nữ
Nội dung thi đấu thuyền rồng 1000m nữ tại Đại hội Thể thao châu Á 2022 được tổ chức vào ngày 6 tháng 10 năm 2023.

## Lịch thi đấu
Tất cả các giờ đều là Giờ chuẩn Trung Quốc (UTC+08:00)
| Ngày                         | Thời gian | Nội dung  |
| ---------------------------- | --------- | --------- |
| Thứ Sáu, 6 tháng 10 năm 2023 | 09:20     | Heats     |
| Thứ Sáu, 6 tháng 10 năm 2023 | 10:30     | Bán kết   |
| Thứ Sáu, 6 tháng 10 năm 2023 | 11:40     | Chung kết |

## Đội hình thi đấu
| Trung Quốc | Hồng Kông | Indonesia | Hàn Quốc |
| --- | --- | --- | --- |
| - Wang Li - Shi Yingying - Cheng Lingzhi - Sun Yang - Yu Shimeng - Wang Ji - Li Shuqi - Ding Sijie - Fan Yiting - Zhu Xiaoli - Luo Meng - Xue Lina - Wang Ying - Li Zhixian                                                            | - Chau Tsz Yan - Cheung Chung Ho - Keung Oi Yee - Ko Wai Man - Lai Angel - Leung Ka Ki - Li Lang Yi Inglid - Sin Mei Yan Anna - Tam Tsz Wai - Tang Hin Lam Melanie - To Pui Ki Peggy - Wong Lap Man - Wong Yuet Ching - Wu Cheuk Wai | - Ayuning Tika Vihari - Anisa Yulistiawan - Fazriah Nurbayan - Cinta Priendtisca Nayomi - Dayumin Dayumin - Raudani Fitra - Iin Rosiana Damiri - Maryati Maryati - Sella Monim - Nadia Hafiza - Ramla Baharuddin - Ratih Ratih - Reski Wahyuni - Ester Yustince Daimoi | - Byun Eun-jeong - Cha Tae-hee - Cho Soo-bin - Han Sol-hee - Jeong Ji-won - Ju Hee - Ju Yun-woo - Kim Da-bin - Kim Hyeon-hee - Kim Yeo-jin - Lee Hyeon-joo - Lim Sung-hwa - Tak Su-jin - Yun Ye-bom                                                                             |
| Ma Cao | Myanmar | CHDCND Triều Tiên | Thái Lan |
| - Chan Hoi Lei Hollie - Chan Hoi Ying Becky - Chan Ka Hei - Chan Ut Sam - Cheng Ka I - Cheong Ka Ian - Chu Hao Lei - Leong Im U - Lin Kim Hong - Lo Pui San - Lou Man Kei - Rosita Xavier Nascimento Gaspar - Ng Chi Ian - Tam Si Long | - Hla Hla Htwe - Khin Su Su Anung - Lin Lin Kyaw - Man Huai Phawng - Moe Ma Ma - Myint Myint Soe - Phyu Phyu Aung - San San Moe - Saw Myat Thu - Soe Sandar - Soe Soe Kyaw - Su Wai Phyo - Thet Phyo Naing - Win Win Htwe            | - Cha Un-gyong - Cha Un-yong - Choe Pom-sun - Ho Su-jong - Jon Uh-jong - Jong Chol-gyong - Jong Ye-song - Kim Song-hye - Ko Haeng-bok - O Su-rim - Oh Un-ha - Om Jing-yong - Ri Kyong-hui - Ri Sun-mi                                                                  | - Ketkanok Chomchey - Pranchalee Moonkasem - Onuma Teeranaew - Anuthida Saeheng - Arisara Pantulap - Benjamas Woranuch - Jaruwan Chaikan - Jirawan Hankhamla - Patthama Nanthain - Praewpan Kawsri - Sukanya Poradok - Watcharaporn Khadtiya - Nipaporn Nopsri - Thitima Sukrat |

## Kết quả

### Heats
- Vòng loại: 1 + Thời gian tốt nhất → Chung kết (CK), Nghỉ → Bán kết (BK)

#### Heat 1
| Thứ hạng | Đội        | Thời gian | Ghi chú |
| -------- | ---------- | --------- | ------- |
| 1        | Trung Quốc | 4:56.472  | CK      |
| 2        | Indonesia  | 4:58.669  | qF      |
| 3        | Hồng Kông  | 5:39.915  | BK      |
| 4        | Thái Lan   | 5:41.499  | BK      |

#### Heat 2
| Thứ hạng | Đội               | Thời gian | Ghi chú |
| -------- | ----------------- | --------- | ------- |
| 1        | Hàn Quốc          | 4:59.972  | CK      |
| 2        | CHDCND Triều Tiên | 5:00.915  | BK      |
| 3        | Myanmar           | 5:01.949  | BK      |
| 4        | Ma Cao            | 5:25.867  | BK      |

### Bán kết
- Vòng loại: 1 + Thời gian tốt nhất → Chung kết (CK), Nghỉ → Chung kết nhỏ (MF)

| Thứ hạng | Đội               | Thời gian | Ghi chú |
| -------- | ----------------- | --------- | ------- |
| 1        | CHDCND Triều Tiên | 5:12.187  | CK      |
| 2        | Myanmar           | 5:13.264  | CK      |
| 3        | Thái Lan          | 5:13.767  | CK      |
| 4        | Hồng Kông         | 5:33.109  | MF      |
| 5        | Ma Cao            | 5:44.843  | MF      |

### Chung kết

#### Trận chung kết nhỏ
| Thứ hạng | Đội       | Thời gian |
| -------- | --------- | --------- |
| 1        | Hồng Kông | 5:17.965  |
| 2        | Ma Cao    | 5:19.922  |

#### Trận chung kết
| Thứ hạng | Đội               | Thời gian |
| -------- | ----------------- | --------- |
| 1        | Trung Quốc        | 4:51.448  |
| 2        | Indonesia         | 4:55.385  |
| 3        | Hàn Quốc          | 4:55.668  |
| 4        | CHDCND Triều Tiên | 4:56.501  |
| 5        | Thái Lan          | 4:59.082  |
| 6        | Myanmar           | 4:59.248  |